# أرنولد ألكوليا
أرنولد ألكوليا مواليد 25 أبريل 1982 في كوبا، هو دراج كوبي في صنف سباق الدراجات على الطريق. شارك في دورة الألعاب الأولمبية الصيفية.